# Abundio Sagástegui Alva
Abundio Sagástegui Alva (Guzmango, provincia de Contumazá, Perú; 11 de julio de 1932 - † Trujillo (Perú), 26 de mayo de 2012) fue un prominente investigador, naturalista, geógrafo, explorador, escritor y catedrático peruano, su especialidad consistió en un profundo y esmerado estudio de la flora peruana, con énfasis en la sistemática de la familia Asteraceae. Fue catedrático de la Universidad Nacional de Trujillo, accediendo hasta emérito.
Fue el primero en sistematizar la flora de la Trujillo. Y fue el primer curador del Herbarium Truxillense a través de la Universidad Nacional de Trujillo: un espacio de albergue de la flora local, regional y nacional; y un Centro de Estudios didáctico-científicos de la flora con 100.000 registros, 70% de los cuales realizados por el Dr. Sagástegui.

## Deceso
Víctima de un accidente de tráfico, perdió la vida a los 80 años.

## Obra
- 2004. I Congreso Internacional Diversidad Biológica y Cultural Andina, 9 al 14 de agosto de 2004, Trujillo, Perú: Libro de resúmenes. Editor Museo de Historia Natural, Univ. Privada Antenor Orrego, 100 pp.
- 2004. Diversidad florística del norte de Perú Vol. 2. Fondo Editorial de la Universidad Privada Antenor Orrego, Impreso en Graficart srl, Trujillo, 306 pp.
- 1999. Diversidad florística del norte de Perú. Vol. 1. Fondo Editorial de la Universidad Privada Antenor Orrego, Impreso en Graficart srl, Trujillo
- 1995. Diversidad florística de Contumazá (Cajamarca). Editor Univ. Antenor Orrego de Trujillo - Fondo Editorial, 203 pp.
- 1993. Flora invasora de los cultivos del Perú. Con Segundo Leiva González. Editor CONCYTEC, 539 pp.
- 1991. Flora of Peru: Family 'Asteraceae. Con Michael O. Dillon. Vol. 26 de Fieldiana: Botany; vol. 5 de Flora of Peru. Editor Field Museum of Natural History, 70 pp.
- 1982. Una nueva especie de Senecio L. (Compositae-Senecioneae) de Perú. Con Elsa M. Zardini. 316 pp.
- 1974. Plantas invasoras de los cultivos de arroz. Editor Univ. Nacional de Trujillo, 142 pp.
- 1973. Manual de las malezas de la costa norperuana. Editor Univ. Nacional de Trujillo, 480 pp.

## Honores

### Membresías
- 2008: incorporado a la Academia Nacional de Ciencias
- Colegio de Biólogos del Perú
- Sociedad Americana de Taxonomistas Vegetales
- International Biographical Center de Inglaterra: entre los científicos líderes del mundo
- Investigador asociado de la Universidad de Chicago, EE. UU.
- Investigador asociado del Field Museum of Natural History de Chicago, EE. UU.
- Investigador asociado de la Universidad Estatal de Ohio, EE. UU.

### Galardones
- 1984: Diploma y Medalla de Oro de la Municipalidad Provincial de Trujillo.
- 1985: Palmas Magisteriales en el Grado de Maestro, condecoración del Congreso de la República.
- 1995: Profesor Emérito de la Universidad Nacional de Trujillo.
- 1998: Diploma y Medalla de Oro de la Municipalidad Provincial de Cajamarca.
- 2000: Científico del Milenio. Concurso organizado por el diario "La Industria" de Trujillo.
- 2005: Premio Nacional del Consejo Nacional de Ciencia, Tecnología e Innovación Tecnológica (Concytec).
- 2008: Diploma y medalla de Honor del Instituto de Biodiversidad de Inglaterra.

### Eponimia
- (Acanthaceae) Tetramerium sagasteguianum T.F.Daniel[5]
- (Asteraceae) Munnozia sagastegui H.Rob.[6]
- (Bromeliaceae) Vriesea sagastegui L.B.Sm.[7]
- (Lycopodiaceae) Huperzia sagasteguiana B.Øllg.[8]
- (Lycopodiaceae) Phlegmariurus sagasteguianus (B.Øllg.) B.Øllg.[9]
- (Scrophulariaceae) Calceolaria sagasteguiana Rosencr.[10]
- (Solanaceae) Jaltomata sagastegui Mione[11]

- La abreviatura «Sagást.» se emplea para indicar a Abundio Sagástegui Alva como autoridad en la descripción y clasificación científica de los vegetales.[12]